# Алибекмолинское нефтегазоконденсатное месторождение
Алибекмола — нефтегазоконденсатное месторождение в Казахстане. Расположено в Актюбинской области. Открыто в 1986 году. Относится к Восточно-Эмбинской нефтегазоносной области.
Нефтегазоносность связана с отложениями нижнекаменноугольного возраста. Начальные запасы нефти составляет 30 млн тонн. Плотность нефти составляет 0,835 г/см3 или 38° API, сернистые (1,14-1,81 %), парафинистые (3,2-8,18 %).
Оператором месторождения является совместная нефтяная компания «Казахойл Актобе», в которую входят: «КазМунайГаз» (50 %), «Sinopec» (25 %) и индийская «Mittal Investments» (25 %). Добыча нефти в 2008 году составила 0,4 млн тонн.